# Wolfgang Bernhard
Pour les articles homonymes, voir Bernhard.
Wolfgang Bernhard (né le 3 septembre 1960) est un ancien membre du conseil d'administration de Daimler AG,. Il a été président et directeur de l'exploitation de Chrysler de 2000 à 2004.

## Biographie
Bernhard est né Wolfgang Ayerle, le 3 septembre 1960 à Böhen, en Allemagne. Il grandit dans une famille de neuf enfants et prend ensuite le nom de jeune fille de sa mère. Il obtient une maîtrise en génie électrique et en économie de l'Université de technologie de Darmstadt en 1986, un MBA de la Columbia Business School en 1988 et un doctorat en économie de l'Université Johann Wolfgang Goethe en 1990.

## Carrière
Après avoir obtenu son doctorat, Bernhard rejoint McKinsey & Company en 1990 en tant que consultant en management. À ce titre, il est affecté chez Mercedes-Benz. En 1992, il rejoint Mercedes-Benz AG. Après la fusion de Daimler-Benz et Chrysler en 1998, Bernhard est nommé président et directeur de l'exploitation de la division Chrysler en 2000. Il occupe ce poste jusqu'à ce qu'il soit pressenti pour devenir le chef du groupe Mercedes-Benz en mai 2004, mais sa candidature n'a pas été retenue un jour avant son changement officiel. Bernhard a ensuite démissionné. Il occupe ensuite le poste de PDG de la marque Volkswagen de 2005 à 2007. Il est évincé de ce poste en janvier 2007 par Ferdinand Piëch,. Bernhard rejoint ensuite Daimler en avril 2009 et est membre du conseil d'administration en charge des véhicules commerciaux depuis le 18 février 2010.
Le 9 février 2017, Wolfgang Bernhard annonce qu'il ne renouvellerait pas son contrat avec Daimler en janvier 2018. Le 10 février, Daimler le licencie.
En février 2019, Bernhard remplace Franz Gasselsberger au conseil de surveillance du groupe autrichien d'aluminium AMAG,,.